# Concertos para a Juventude
Concertos para a Juventude foi um programa de televisão brasileiro exibido pela Rede Globo. Exibido de 1965 a 1985 nas manhãs de domingo, buscava romper as barreiras entre a música erudita e o grande público.

## História
Estreou em 24 de outubro de 1965. A emissora tinha um convênio com a Rádio Ministério da Educação para apresentar peças de música clássica. No primeiro programa, a Globo apresentou peças de Mozart, Weber, Rossini e Tchaikovsky. Abria a programação da Globo até a chegada da Santa Missa, em 1968.
Eremildo Viana, maestro e diretor da Rádio Ministério da Educação, afirmou que o programa tinha grande sucesso: "Vá a emissora, um domingo destes, e veja o auditório completamente lotado. E o público aplaude de pé, como nos programas do Chacrinha", disse em 1969. Na época, já havia questionamentos acerca da popularidade da música clássica, o que fazia o programa ser uma iniciativa de aproximar o gênero do público através da televisão. A atração recebia cartas e telefonemas em apoio.
O programa também recebia convidados especiais. Em 1970, a emissora recebeu o maestro Radamés Gnattali e a cantora Elizeth Cardoso.
Na década de 1970, a Globo promoveu concursos dentro do programa. Em 1974, foi realizado o Concurso Nacional de Canto na Televisão. A emissora também recebeu o Concurso Nacional de Jovens Instrumentistas e o Concurso Nacional de Bandas de Música.
Permaneceu no ar até 1984. No fim do ano de 1985, ainda seria realizada uma edição especial em homenagem a Heitor Villa-Lobos. Todos os diretores da emissora se envolveram na produção, sendo uma das poucas vezes em que José Bonifácio de Oliveira Sobrinho, o Boni, assinou a direção de um programa.

## Na cultura popular
Concertos para a Juventude era frequentemente lembrado pelo apresentador Fausto Silva como um bordão usado antes das apresentações musicais do Domingão do Faustão.